# 후즈 싱잉' 오버 데어?
후즈 싱잉' 오버 데어?(KO TO TAMO PEVA?, WHO'S SINGIN' OVER THERE?)는 유고슬라비아에서 제작된 슬로보던 시잔 감독의 1980년 모험, 코미디, 드라마 영화이다.

## 출연
- 파블레 부이시치
- 드라간 니콜리치
- 알렉산다르 베르체크
- 슬라브코 슈티마츠
- 보라 토도로비치